# Philiris ernita
Philiris ernita är en fjärilsart som beskrevs av Hans Fruhstorfer. Philiris ernita ingår i släktet Philiris och familjen juvelvingar. Inga underarter finns listade i Catalogue of Life.